# Eurovision Song Contest 1967
Der Eurovision Song Contest 1967 war der 12. seit Bestehen dieses Musikwettbewerbs der Eurovisionsländer. Er fand am 8. April 1967 in Wien im Großen Festsaal der Wiener Hofburg unter dem offiziellen Titel 12. Grand Prix de la Chanson statt, da der Vorjahressieger Udo Jürgens aus Österreich gekommen war. Sandie Shaw, die für das Vereinigte Königreich angetreten war, gewann erdrutschartig mit dem Lied Puppet on a String. Erica Vaal moderierte die Veranstaltung.

## Besonderheiten
Zum ersten Mal nahmen weniger Länder als zuvor teil, zuvor vergrößerte sich entweder die Teilnehmeranzahl oder sie blieb gleich.
Erica Vaal begrüßte die Zuschauer besonders polyglott. Sie hielt eine zehnminütige Ansprache in mehreren Sprachen – unter anderem in Englisch, Französisch, Deutsch, Spanisch und Italienisch. Sie entschuldigte sich, nicht noch mehr Sprachen zu sprechen.
Während der Stimmabgabe der einzelnen Länderjurys wurde die Moderatorin durch die vielen Einzelpunkte verwirrt und erklärte das Vereinigte Königreich (mit Nordirland) bereits vor der letzten (irischen) Wertung zum Sieger. Dies hatte allerdings keinen Einfluss auf die weiteren Platzierungen, da das Siegerlied bereits uneinholbar führte.
Diesmal erhielt nur die Schweiz keine Punkte, es war für die Schweiz allerdings bereits das zweite Mal.
Italien sollte ursprünglich durch das Lied Non pensare a me vertreten werden. Das Lied war jedoch entgegen der Regeln des Wettbewerbs zu früh veröffentlicht worden und musste durch Non andare più lontano ersetzt werden.

## Teilnehmer

Teilnehmende Länder
Länder, die bereits an einem früheren ESC teilgenommen hatten, aber nicht im Jahr 1967

Da Dänemark aufgrund nicht zufriedenstellender Ergebnisse nicht am Eurovision Song Contest 1967 teilnahm, verringerte sich die Teilnehmerzahl auf 17 Länder.

### Wiederkehrende Interpreten
| Land     | Interpret      | Vorherige(s) Teilnahmejahr(e) |
| -------- | -------------- | ----------------------------- |
| Italien  | Claudio Villa  | 1962                          |
| Norwegen | Kirsti Sparboe | 1965                          |
| Spanien  | Raphael        | 1966                          |

### Dirigenten
Jedes Lied wurde mit Live-Musik begleitet – es war das erste Mal, dass das Orchester bei jedem Beitrag von einem anderen Dirigenten geleitet wurde. Bis dahin war es üblich gewesen, das der Musikdirektor des Gastgebers mehrere Lieder dirigierte. Folgende Dirigenten leiteten das Orchester beim jeweiligen Land:
- Niederlande – Dolf van der Linden
- Luxemburg – Claude Denjean
- Österreich – Johannes Fehring
- Frankreich – Franck Pourcel
- Portugal – Armando Tavares Belo
- Schweiz – Hans Moeckel
- Schweden – Gert-Ove Andersson
- Finnland – Ossi Runne
- BR Deutschland – Hans Blum
- Belgien – Francis Bay
- Vereinigtes Königreich – Kenny Woodman
- Spanien – Manuel Alejandro
- Norwegen – Øivind Bergh
- Monaco – Aimé Barelli
- Jugoslawien – Mario Rijavec
- Italien – Giancarlo Chiaramello
- Irland – Noel Kelehan

## Abstimmungsverfahren
Man kehrte zu dem Abstimmungsverfahren von 1957 zurück. In den einzelnen Ländern saßen wieder jeweils zehn Jurymitglieder, die jeweils eine Stimme an ein Lied vergeben durften. Die Ergebnisse wurden telefonisch und öffentlich übermittelt. Eine Neuerung war, dass die Hälfte der Juroren nicht das 30. Lebensjahr vollendet haben durfte, um dem Wettbewerb einen moderneren Anstrich zu verleihen.

## Platzierungen
| Platz | Startnr. | Land                   | Interpret          | Titel (M = Musik; T = Text)                                          | Sprache        | Übersetzung | Punkte |
| ----- | -------- | ---------------------- | ------------------ | -------------------------------------------------------------------- | -------------- | --- | ------ |
| 01.   | 11       | Vereinigtes Königreich | Sandie Shaw        | Puppet on a String M/T: Bill Martin, Phil Coulter                    | Englisch       | Marionette | 47     |
| 02.   | 17       | Irland                 | Sean Dunphy        | If I Could Choose M: Michael Coffey; T: Wesley Burrowes              | Englisch       | Wenn ich wählen könnte | 22     |
| 03.   | 04       | Frankreich             | Noëlle Cordier     | Il doit faire beau là-bas M: Hubert Giraud; T: Pierre Delanoë        | Französisch    | Es muss schön sein dort | 20     |
| 04.   | 02       | Luxemburg              | Vicky Leandros     | L’amour est bleu M: André Popp; T: Pierre Cour                       | Französisch    | Die Liebe ist blau | 17     |
| 05.   | 14       | Monaco                 | Minouche Barelli   | Boum Badaboum M/T: Serge Gainsbourg                                  | Französisch    | Bumm badabumm (Im Sinne von: Ich lass’ es krachen; mit sexuellen Untertönen, wie in fast allen Texten von Serge Gainsbourg) | 10     |
| 06.   | 12       | Spanien                | Raphael            | Hablemos del amor M/T: Manuel Alejandro                              | Spanisch       | Lass uns über Liebe reden                                                                                                   | 09     |
| 07.   | 10       | Belgien                | Louis Neefs        | Ik heb zorgen M: Paul Quintens; T: Phil van Cauwenbergh              | Niederländisch | Ich habe Sorgen | 08     |
| 08.   | 07       | Schweden               | Östen Warnerbring  | Som en dröm M: Curt Petterson, Marcus Österdahl; T: Patrice Hellberg | Schwedisch     | Wie ein Traum | 07     |
| 08.   | 09       | BR Deutschland         | Inge Brück         | Anouschka M/T: Hans Blum                                             | Deutsch        | – | 07     |
| 08.   | 15       | Jugoslawien            | Lado Leskovar      | Vse rože sveta M: Urban Koder; T: Milan Lindić                       | Slowenisch     | Alle Rosen der Welt | 07     |
| 11.   | 16       | Italien                | Claudio Villa      | Non andare più lontano M: Gino Mescoli; T: Vito Pallavicini          | Italienisch    | Geh nie mehr so weit weg | 04     |
| 12.   | 05       | Portugal               | Eduardo Nascimento | O vento mudou M: Nuño Nazareth Fernandes; T: João Magalhães Pereira  | Portugiesisch  | Der Wind drehte sich | 03     |
| 12.   | 08       | Finnland               | Fredi              | Varjoon – suojaan M: Lasse Mårtenson; T: Alvi Vuorine                | Finnisch       | In den Schatten – im Schutz                                                                                                 | 03     |
| 14.   | 01       | Niederlande            | Thérèse Steinmetz  | Ringe-dinge-ding M: Johnny Holshuyzen; T: Gerrit den Braber          | Niederländisch | Klingeling | 02     |
| 14.   | 03       | Österreich             | Peter Horton       | Warum es 100.000 Sterne gibt M: Kurt Peche; T: Karin Bognar          | Deutsch        | – | 02     |
| 14.   | 13       | Norwegen               | Kirsti Sparboe     | Dukkemann M: Tor Hultin; T: Ola B. Johannessen                       | Norwegisch     | Puppenspieler | 02     |
| 17.   | 06       | Schweiz                | Géraldine          | Quel cœur vas-tu briser? M: Daniel Faure; T: Gérard Gray             | Französisch    | Welches Herz wirst du brechen?                                                                                              | 0      |

## Punktevergabe
| Land | Abstimmungsergebnisse | Abstimmungsergebnisse | Abstimmungsergebnisse | Abstimmungsergebnisse | Abstimmungsergebnisse | Abstimmungsergebnisse | Abstimmungsergebnisse | Abstimmungsergebnisse | Abstimmungsergebnisse | Abstimmungsergebnisse | Abstimmungsergebnisse | Abstimmungsergebnisse | Abstimmungsergebnisse | Abstimmungsergebnisse | Abstimmungsergebnisse | Abstimmungsergebnisse | Abstimmungsergebnisse | Abstimmungsergebnisse | Abstimmungsergebnisse |
| Land | Punkte                | NL                    | LU                    | AT                    | FR                    | PT                    | CH                    | SE                    | FI                    | DE                    | BE                    | UK                    | ES                    | NO                    | MC                    | YU                    | IT                    | IE                    | Votings               |
| --- | --------------------- | --------------------- | --------------------- | --------------------- | --------------------- | --------------------- | --------------------- | --------------------- | --------------------- | --------------------- | --------------------- | --------------------- | --------------------- | --------------------- | --------------------- | --------------------- | --------------------- | --------------------- | --------------------- |
| Niederlande | 02                    |                       | –                     | –                     | –                     | –                     | –                     | –                     | –                     | –                     | –                     | 1                     | –                     | –                     | –                     | –                     | –                     | 1                     | 02                    |
| Luxemburg | 17                    | 4                     |                       | –                     | –                     | –                     | –                     | –                     | 2                     | –                     | 1                     | 2                     | 1                     | –                     | 1                     | 1                     | 3                     | 2                     | 09                    |
| Österreich | 02                    | –                     | –                     |                       | –                     | 1                     | –                     | –                     | –                     | –                     | –                     | –                     | –                     | –                     | –                     | 1                     | –                     | –                     | 02                    |
| Frankreich | 20                    | 1                     | 2                     | 1                     |                       | –                     | 1                     | 4                     | –                     | 2                     | –                     | 2                     | –                     | –                     | 2                     | 4                     | –                     | 1                     | 10                    |
| Portugal | 03                    | –                     | –                     | –                     | 1                     |                       | 1                     | –                     | –                     | –                     | –                     | –                     | 1                     | –                     | –                     | –                     | –                     | –                     | 03                    |
| Schweiz | 0                     | –                     | –                     | –                     | –                     | –                     |                       | –                     | –                     | –                     | –                     | –                     | –                     | –                     | –                     | –                     | –                     | –                     | 0                     |
| Schweden | 07                    | –                     | –                     | –                     | –                     | 1                     | –                     |                       | 1                     | –                     | –                     | –                     | –                     | 2                     | –                     | 1                     | –                     | 2                     | 05                    |
| Finnland | 03                    | 1                     | –                     | –                     | –                     | 1                     | –                     | –                     |                       | –                     | –                     | –                     | –                     | –                     | –                     | –                     | 1                     | –                     | 03                    |
| Deutschland | 07                    | –                     | –                     | –                     | –                     | 1                     | –                     | 1                     | –                     |                       | 1                     | 1                     | –                     | 1                     | –                     | –                     | 1                     | 1                     | 07                    |
| Belgien | 08                    | –                     | –                     | –                     | –                     | 1                     | –                     | –                     | 3                     | 1                     |                       | 1                     | –                     | –                     | –                     | 1                     | –                     | 1                     | 06                    |
| Vereinigtes Königreich                                                                                                 | 47                    | 2                     | 5                     | 3                     | 7                     | 1                     | 7                     | 1                     | 2                     | 3                     | 3                     |                       | –                     | 7                     | 3                     | –                     | 2                     | 1                     | 14                    |
| Spanien | 09                    | 1                     | 1                     | 1                     | –                     | 2                     | –                     | –                     | –                     | –                     | 1                     | –                     |                       | –                     | 2                     | 1                     | –                     | –                     | 07                    |
| Norwegen | 02                    | 1                     | –                     | –                     | –                     | –                     | –                     | 1                     | –                     | –                     | –                     | –                     | –                     |                       | –                     | –                     | –                     | –                     | 02                    |
| Monaco | 10                    | –                     | –                     | 2                     | 1                     | –                     | –                     | 1                     | –                     | –                     | –                     | –                     | 5                     | –                     |                       | –                     | 1                     | –                     | 05                    |
| Jugoslawien | 07                    | –                     | 1                     | –                     | 1                     | 1                     | –                     | –                     | –                     | –                     | 1                     | –                     | 2                     | –                     | –                     |                       | 1                     | –                     | 06                    |
| Italien | 04                    | –                     | –                     | –                     | –                     | –                     | 1                     | –                     | –                     | –                     | –                     | 1                     | 1                     | –                     | –                     | –                     |                       | 1                     | 04                    |
| Irland | 22                    | –                     | 1                     | 3                     | –                     | 1                     | –                     | 2                     | 2                     | 4                     | 3                     | 2                     | –                     | –                     | 2                     | 1                     | 1                     |                       | 11                    |
| Die Tabelle ist senkrecht nach der Auftrittsreihenfolge geordnet, waagerecht nach der chronologischen Punkteverlesung. |                       |                       |                       |                       |                       |                       |                       |                       |                       |                       |                       |                       |                       |                       |                       |                       |                       |                       |                       |